# Estación San Estanislao
San Estanislao era una estación de ferrocarril ubicada en las áreas rurales del Departamento Iriondo, Provincia de Santa Fe, Argentina.
Se encontraba en cercanías de la Ruta Nacional 178.

## Servicios
La estación correspondía al Ferrocarril General Bartolomé Mitre de la red ferroviaria argentina. Era cabecera del ramal Cañada de Gómez-San Ricardo.
Fue habilitada al servicio desde Cañada de Gómez en 1911 por el Ferrocarril Central Argentino. Cesó sus servicios en los años 1970.